# Романова Кіра Кирилівна
Кіра Кирилівна Романова (рос. Кира Кирилловна Романова), ( 9 травня 1909 —  8 вересня 1967) — російська княжна крові імператорської з дому Романових, від 1922 року — велика княжна, дочка великого князя Російської імперії Кирила Володимировича та британської принцеси Вікторії Меліти, дружина титулярного імператора Німеччини Луї Фердинанда.
Засновниця Фонду принцеси Кіри Прусської для допомоги дітям та підліткам з неблагополучних сімей, який існує і досі.

## Біографія

### Дитинство
Народилася 9 травня 1909 року у Парижі. Була другою дитиною та другою дочкою в родині великого князя Російської імперії Кирила Володимировича та його дружини Вікторії Меліти Саксен-Кобург-Готської. Своє ім'я отримала на честь батька. Мала старшу сестру Марію та меншого брата Володимира. Для матері це був другий шлюб. Союз був укладений без дозволу як британського, так і російського суверенів. Подружжю певний час був заборонений в'їзд до Росії. У липні 1907 російська сторона шлюб визнала, і Микола II запросив їх до Росії.

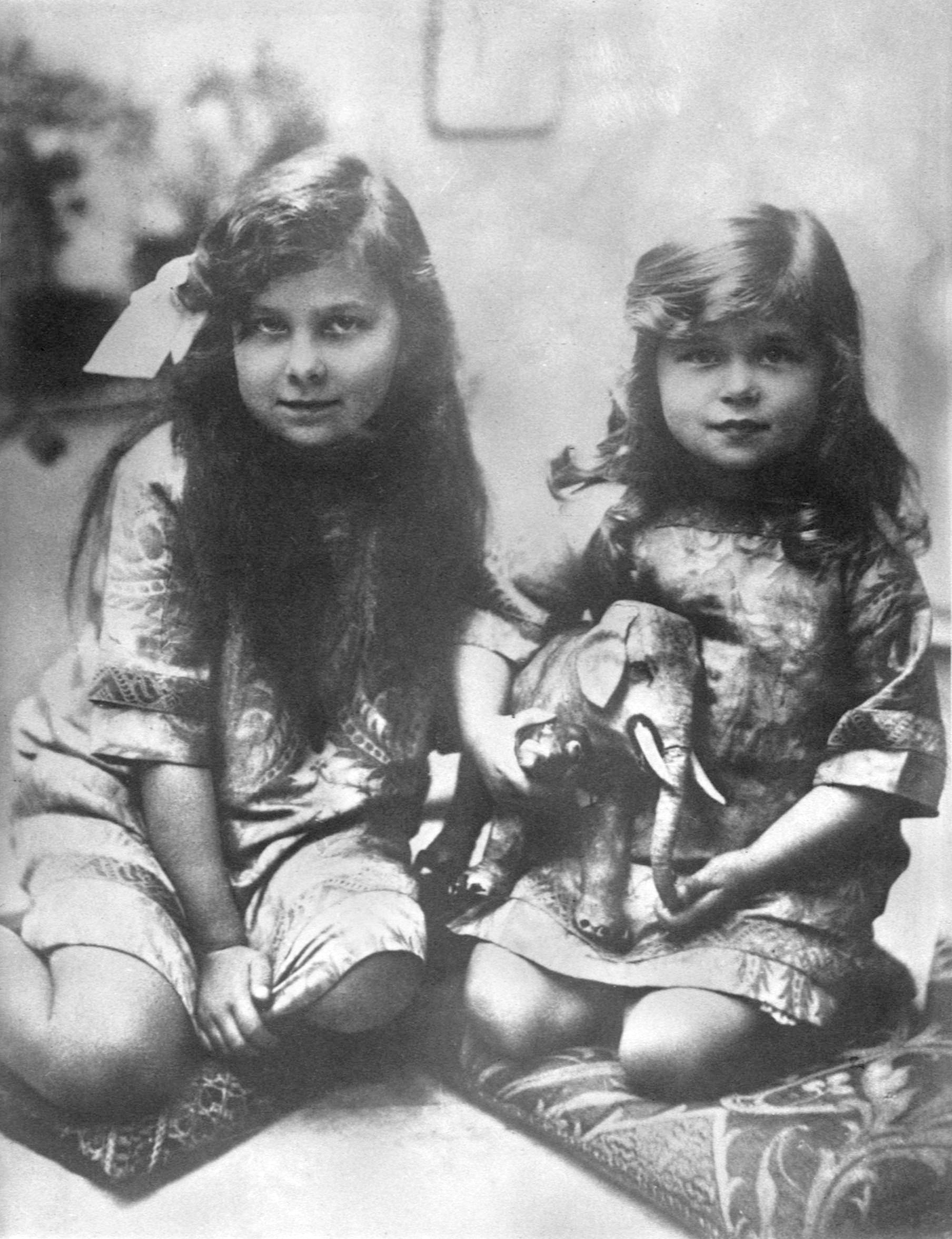
Кіра (справа) із сестрою, 1915

Сімейство мешкало у Парижі, де мали будинок поблизу Єлисейських Полів. До Санкт-Петербургу прибули у травні 1910 року, коли Кірі виповнився рік. Оселилися у палаці на вулиці Глинки, 13. У Царському Селі їм надали один з Кавалерських будинків на Садовій вулиці. Батько до осені 1912 року служив на флоті на крейсері «Олег». Літо 1914 родина провела на яхті на Фінській затоці та у Ризі. Відносини батьків із дітьми були дуже теплими. Тітка Марія змальовувала племінниць:«Чарівні діти, рослі, здорові, з чудовими волоссям та ідеальною шкірою; пещені, як англійські поні.» Дівчатка мали няньку-англійку та змалку вивчали кілька мов, у тому числі російську, англійську, французьку та німецьку.
Взимку 1917 році відбулася Лютнева революція, імператор Микола II зрікся трону на користь брата, який, в свою чергу, відмовився приймати повноваження. Кирило Володимирович присягнув новій владі та пішов у відставку з військової служби. Вірні йому люди продовжували охорону родинного палацу. Побоюючись за своє життя, сімейство вирішило залишити Петербург. Завдяки лояльності великого князя, Тимчасовий уряд дозволив подружжю з дітьми покинути країну, однак взяти з собою будь-які цінності їм заборонили. Деякі коштовності вони змогли вивезти, зашивши їх в одяг. На початку червня 1917 року потягом виїхали до Гельсінкі. Разом із ними виїхала гувернантка. Кіра пам'ятала цю поїздку і згодом змальовувала її: «Вперше ми їхали на громадському поїзді, в перший раз не було надмірностей … червоних килимів і комфорту». Два тижні провели в маєтку Хайкко, після чого орендували дім в Порвоо, де мешкали два роки. У грудні 1917 року було проголошено незалежність Фінляндії від Росії. В листах до тітки Марії, яка вже стала королевою Румунії, Кіра писала про збори грибів у лісі, кіно по п'ятницям, свої уроки, згадувала також на відсутність цукру. Родина мала певні труднощі з харчами, мати просила висилати їжу для новонародженого сина.
У вересні 1919 року родина виїхала до Німеччини, а згодом — до Цюриха. Восени 1920 року померли обидві бабусі Кіри, і від них сімейство успадкувало віллу в Ніцці та палац у Кобурзі, які і стали їхніми домівками. Літні місяці проводили у Бретані в містечку Сен-Бріак-сюр-Мер.

### Юність
У 1922 році Кирило Володимирович проголосив себе Охоронцем Російського імператорського престолу, а у 1924 — імператором Росії. Його претензії були підтримані обмеженим колом монархістів. Наступного року сестра Кіри, Марія, вийшла заміж за принца Лейнінгенського.
```
і]]
```

Із встановленням дипломатичних стосунків між Веймарською республікою та Радянським Союзом присутність родини в Німеччині стала небажаною, і у 1926 році сімейство переїхало до Сен-Бріак-сюр-Меру на постійне проживання. На узбережжі вони придбали розкішний будинок, якому дали назву Ker Argonid. Друзі ставилися до подружжя з великою пошаною, робили реверанси та називали їх імператорськими титулами. Родина вела усамітнене життя, знаходячи його більш цікавим, ніж життя в Кобурзі. За свідченнями брата Кіри: «Ми обожнювали наших батьків і їхня любов до нас була безмежною. Вся скрута, яку нам довелося пережити в ті роки, була повністю перекриті нашою взаємною любов'ю. Ми пишалися [ними]».
Кіра мала схильність до музики, часто грала твори російських композиторів. Також полюбляла російську літературу. Змальовували її як струнку дівчину із сіро-блакитними очима та спокійним обличчям. Відмічали її розум та зацікавленість мистецтвом: вона допомагала матері в майстерні працювати з акварелями. Часто навідувала родичів при європейських дворах та бувала на влаштованих ними вечірках. Ходили чутки, що вона зацікавила болгарського царя Бориса III, втім у 1930 році він одружився з італійською принцесою. Кіра, яка спершу цікавилася принцом Альфонсом Астурійським, була розчарована його залицянням до грецької принцеси. Втім, він був імпотентом і хворів на гемофілію.
У 1934 році була подружкою нареченої на весіллі своєї кузини Марини Грецької.
Матір померла у березні 1936 року, коли відвідувала урочистості з приводу хрестин онуки.
У 1936 році у Вісбадені в будинку колишньої фрейліни російської імператриці Ольги Кирилівни Мумм, Кіра познайомилася із спадкоємцем прусського та німецького трону Луї Фердинандом Гогенцоллерном. За іншими даними, перша зустріч пари відбулася у 1925 році, коли Романови навідували кронпринцесу Цецилію, матір принца. В канун Різдва 1937 року, коли Кіра із братом гостювали в Цецилієнгофі, Луї Фердинанд зробив їй пропозицію, доки вони прикрашали ялинку. Батьки нареченого, а також його дід — імператор Німеччини у вигнанні Вільгельм II, та батько нареченої схвалили цей союз.

### Весілля і подружнє життя
Перед своїм 29-м днем народження Кіра взяла шлюб із Луї Фердинандом, який був старшим від неї на півтора року.
30 квітня в Цецилієнгофі відбувся передвесільний обід. Як писали в газеті «Нью-Йорк Таймс», на нареченій була «вечірня сукня від Ельзи Скьяпареллі, біла із сріблом, з глибоким вирізом на спині та невеликим спереду. Корсаж був багато розшитий бісером і сріблом. Іноді вона вдягала накидку з білої лисиці».
Планувалося, що весілля відбудеться в маєтку Доорн, де мешкав імператор Вільгельм II, проте гостей було стільки, що резиденція кайзера не могла їх вмістити. Тому спершу, 2 травня 1938, відбулася цивільна церемонія в Потсдамі, а потім вінчання за православним обрядом в Цецілієнгофі. Перша була досить скромною, були присутніми тільки батьки нареченого і нареченої, зате вінчання було дуже пишним. На нареченій була сукня її бабусі, Марії Олександрівни, в якій та вінчалася у 1874 році. Вбрання являло собою сукню-сарафан із срібного глазету, на якому були виткані срібні букети. Голову Кіри прикрашала мереживна фата та меандрова тіара, родинна коштовність Гогенцоллернів, створена у 1905 році для Цецилії Мекленбург-Шверінської.
Вінчання за лютеранським звичаєм пройшло 4 травня 1938 року в маєтку Доорн в Нідерландах. Серед гостей були присутніми кронпринц та кронпринцеса Данії, цар Болгарії, принцеса Ілеана Румунська, вцілілі представники дому Романових. Імператор дарував молодятам як весільний подарунок навколосвітню подорож. Кіра, крім того, отримала від нього намисто та платинові сережки з діамантами.
Пара відвідала Америку, де зустрічалися із Генрі Фордом, та Японію. У листопаді повернулися до Європи і, після відвідин Доорна, оселилися у Німеччині. У лютому 1939 на віллі в престижному районі Ґруневальд поблизу Берліна народився первісток подружжя.
Всього у пари було семеро дітей. У 1939 році Луї Фердинанд на певний час вивіз дружину із сином у Доорн, де було спокійніше, ніж у Німеччині, а у 1940 вони влаштувалися в маєтку Кадини в Силезії, який був раніше однією із літніх резиденцій кайзера. Меблі були завезені із Кобурзького замку. Перший етаж будинку в той час був відкритим для туристів. У серпні 1944 року Кіра із дітьми виїхали до Гольцова, де вона народила п'яту дитину. Перед наступом радянських військ подружжя розминулося в Гольцові, коли свекруха прислала за родиною автівку і Кіра із дітьми виїхали до Потсдаму, в той час як Луї Фердинанд повернувся до Гольцова з від'їзду. Зрештою, вони поєдналися у Потсдамі, а коли там стало небезпечно — виїхали до Бад-Кіссінгену. У цьому курортному містечку родина мешкала протягом двох років у двох кімнатах. Наприкінці 1947 року вони оселилися в Оберноланді під Бременом, а у грудні 1950 року переїхали на віллу Wümmehof. За півроку Луї Фердинанд перебрав на себе династичні повноваження як голова дому Гогенцоллернів після смерті батька.
У 1952 році Кіра заснувала Фонд принцеси Кіри Прусської для допомоги дітям та підліткам з неблагополучних сімей. Частина замку Гогенцоллерн з підходящими приміщеннями була передана Фонду для його потреб. У 1954 році до замку прибули на відпочинок перші групи дітей. За рік в Гогенцоллерні відпочивали до 250 дітей.
Два старші сина Кіри Кирилівни взяли морганатичні шлюби, відмовившись від династичних прав. В останні роки вона страждала на високий тиск та надмірну вагу, мало слідкувала за здоров'ям. Пішла з життя за два тижні після весілля Фрідріха Вільгельма, під час візиту до брата Володимира у Франції. Вночі 8 вересня після доброї вечері, вона померла від серцевого нападу у Сен-Бріак-сюр-Мері. Тіло було кремоване, а урна з прахом встановлена у православній каплиці Воскресіння у замку Гогенцоллерн.

## Родина

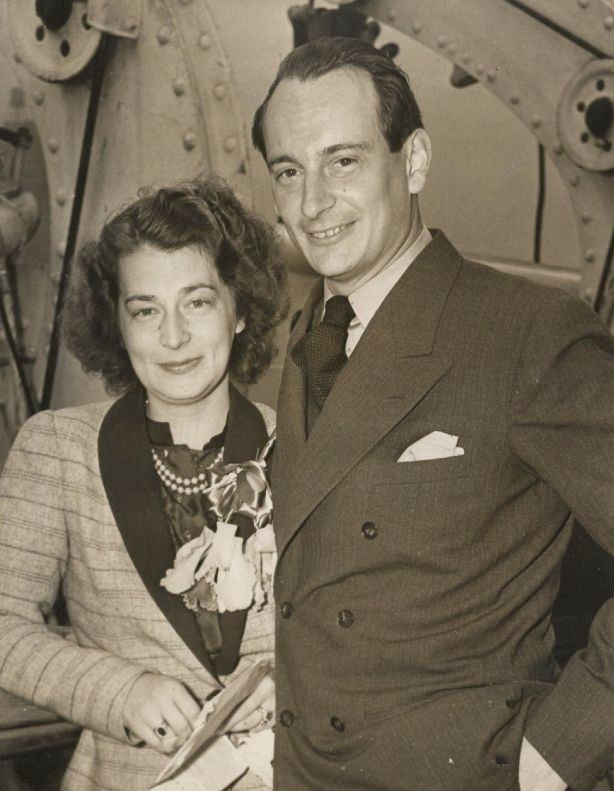
Із чоловіком, 1938

Чоловік — Луї Фердинанд (принц Пруссії)
Діти:
- Фрідріх Вільгельм (1939—2015) — доктор філософії, історик, відмовився від династичних прав, був тричі морганатично одруженим, мав четверо дітей;
- Міхаель (1940—2014) — історик, відмовився від династичних прав, був двічі морганатично одруженим, мав двох дочок;
- Марія Цецилія (нар. 1942) — була одружена із герцогом Фрідріхом Августом Ольденбурзьким, має сина та двох доньок;
- Кіра (1943—2004) — засновниця Фонду музики та культури принцеси Кіри Прусської,[18] дружина американця Томаса Френка Ліпснера, мала єдину доньку;
- Луї Фердинанд (1944—1977) — спадкоємець титулів батька, помер раніше за нього, військовик німецької армії, був одруженим із графинею Донатою Еммою Кастель-Рюденхаузен, мав сина та доньку;
- Крістіан-Сигізмунд (нар. 1946) — одружений із графинею Ніною Ревентлов, має трьох дітей;
- Ксенія (1948—1992) — дружина Пера-Едварда Літандера, мала двох синів.